# NGC 6174
NGC 6174 في الفهرس العام الجديد، هي مجرة، تقع في كوكبة الجاثي. اكتشفت في 26 مارس 1849 بواسطة جورج ستوني.

## روابط خارجية
- NGC 6174 على موقع ويكي سكاي: DSS2, SDSS, GALEX, IRAS, Hydrogen α, X-Ray, Astrophoto, Sky Map, Articles and images